# Santana Moss
Santana Terrell Moss (født 1. juni 1979 i Miami, Florida, USA) er en amerikansk footballspiller, der spiller i NFL som wide receiver for Washington Redskins. Han kom ind i ligaen i 2001 og spillede, inden han i 2005 kom til Washington de første fire år af sin NFL-karriere hos New York Jets. Han er storebror til New York Giants-receiveren Sinorice Moss.
Moss er en to gange, i 2002 og 2005, blevet udtaget til Pro Bowl, NFL's All Star-kamp.

## Klubber
- New York Jets (2001–2004)
- Washington Redskins (2005–)